# Jérôme Pineau
Jérôme Pineau, född 2 januari 1980, Mont-Saint-Aignan, är en fransk professionell cyklist. Han tävlade för Bouygues Télécom från 2002 när han blev professionell med stallet som vid tillfället hette Bonjour. Inför säsongen 2009 blev Jérôme Pineau kontrakterad av det belgiska stallet Quick Step.
När han var liten drömde han om att bli en professionell fotbollsspelare. Men 1997 bestämde han sig för att ta tag i cyklingen i stället.
Pineau vann Normandiet runt 2002 och året därpå vann han Polynormande. Under 2004 vann han Clásica de Almería och Paris-Bourges. Han vann också två etapper på Tour de l'Ain.
Under säsongen 2008 slutade han tvåa på etapp 1 av Paris-Nice efter Gert Steegmans. Den 15 april slutade Pineau tvåa på Paris-Camembert efter spanjoren Alejandro Valverde Belmonte. I augusti 2008 slutade han trea på etapp 4 av Tour du Limousin efter landsmännen Benoît Vaugrenard och Pierrick Fédrigo. Han slutade också trea på GP de Wallonie] efter Stefano Garzelli och Giovanni Visconti.
I februari 2009 slutade Jérôme Pineau trea på den tredje etappen av Challenge Volta a Mallorca efter Daniele Bennati och Tom Leezer. Han slutade också trea på etapp 4 under samma tävlingen, den gången bakom Antonio Colom och Edvald Boasson Hagen. I mars slutade Jérôme Pineau två på Brabantse Pijl bakom Anthony Geslin. Han slutade trea på etapp 1 av Baskien runt bakom spanjorerna Luis León Sánchez och Samuel Sánchez i april samma år. Jérôme Pineau slutade tvåa på etapp 2 av Katalonien runt bakom Matti Breschel. Under julimånad slutade fransmannen på femte plats på etapp 3 bakom Mark Cavendish, Thor Hushovd, Cyril Lemoine och Samuel Dumoulin. I augusti slutade Jérôme Pineau på tredje plats på etapp 1 av Tour du Poitou-Charentes et de la Vienne.

## Meriter
2001
Paris - Mantes-en-Yvelines (U23)
2002 – Bonjour
Normandiet runt
2:a, etapp 10, Tour de France 2002
3:a, etapp 1, Normandiet runt
2003 – Brioches La Boulangère
Polynormande
Etapp 1, Tour de l'Ain
3:a, Tour de l'Ain/Prix de l'Amitié
3:a, Tour de Vendée
3:a, Trophée des Grimpeurs
2004 – Brioches La Boulangère
Paris-Bourges
Clásica de Almería
Tour de l'Ain
Etapp 1, Tour de l'Ain
2:a, etapp 2, Clásica Internacional de Alcobendas y Villalba
2:a, etapp 3a, Tour de l'Ain
3:a, etapp 2, Tour de l'Ain
3:a, etapp 1, Tour du Languedoc-Rousillon
3:a, etapp 2, Tour du Languedoc-Rousillon
3:a, Trophée des Grimpeurs
3:a, Züri Metzgete
3:a, Hessen Rundfahrt
etapp 3
3:a, GP de Wallonie
4:a, etapp 9, Tour de France 2004
2005
3:a, Route Adélie de Vitré
2006
3:a, etapp 5, Paris-Nice
3:a, poängtävlingen, Paris-Nice
2007
2:a, poängtävlingen, Paris-Nice
3:a, Etapp 6, Paris-Nice
2008
2:a, etapp 1, Paris-Nice
2:a, Paris-Camembert
3:a, etapp 4, Tour du Limousin
3:a, GP de Wallonie
2009
2:a, Brabantse Pijl
2:a, etapp 2, Katalonien runt
3:a, etapp 3, Challenge Volta a Mallorca
3:a, etapp 4, Challenge Volta a Mallorca
3:a, etapp 1, Baskien runt
3:a, etapp 1, Tour du Poitou-Charentes et de la Vienne

## Stall
- Bouygues Télécom 2002–2008
- Quick Step 2009–